# Diasello
Diasello  este un oraș în Grecia în Prefectura Ahaia.